# Chantal Mouffe
Chantal Mouffe (født 17. juni 1943 i Charleroi, Belgien) er en belgisk politisk filosof.
Mouffe er bedst kendt for i samarbejde med Ernesto Laclau at have bidraget til udviklingen af den såkaldte Essex-skole inden for diskursanalyse, som er en post-marxistisk tilgang til politisk analyse, baseret på gramsciansk teori, poststrukturalisme og identitetsteori, med det overordnede formål at omdefinere venstrefløjspolitik med radikalt demokrati som omdrejningspunkt.
Selv er Mouffe en fremtrædende kritiker af idéen om det ‘deliberative demokrati’, som fremsat af John Rawls og Jürgen Habermas. Hun er også kendt for sin kritiske anvendelse af Carl Schmitts værker, hovedsageligt begrebet om ‘det politiske’, hvor hun argumenterer for en radikalisering af det moderne demokrati, som hun kalder ‘agonistisk pluralisme’. Hun har på det seneste udviklet en interesse i at fremhæve det radikale potentiale i kunstnerisk praksis.